# 宣城路
宣城路，安徽省合肥市的一条南北向支路，得名自宣城市。道路北起芜湖路，南至南一环路，正对合肥工业大学屯溪路校区的北大门与主教学楼。沿路有安徽省古井贡体育场、安徽省煤炭科学研究院、安徽艺术职业学院等。